# Hackers (film)
Hackers är en amerikansk film från 1995 som följer ett gäng hackerungdomar. I filmen som regisserades av Iain Softley spelar bland annat Angelina Jolie, Jonny Lee Miller och Fisher Stevens. Även David A. Stewart från Eurythmics har en roll i filmen.

## Handling
11-årige datageniet Dade förbjuds att använda datorer tills han fyller 18 år efter att använt sina kunskaper till att krascha 1507 system, bl.a. Wall Streets. Nu har han precis fyllt 18 och Internet har slagit igenom och Dade blir snart beskylld för att bedriva spionage via datorn.

## Om filmen
Filmen är inspelad i New York, Hackensack och London. Den hade världspremiär i USA den 15 september 1995 och svensk premiär på video i oktober 1996.

## Rollista (urval)
- Jonny Lee Miller - Dade Murphy/"Crash Override"/"Zero-Cool"
- Angelina Jolie - Kate Libby/"Acid Burn"
- Jesse Bradford - Joey Pardella
- Matthew Lillard - Emmanuel Goldstein/"Cereal Killer"
- Lorraine Bracco - Margo
- Marc Anthony - agent Ray
- Penn Jillette - Hal
- Felicity Huffman - åklagare
- Dave Stewart - hackare i London

## Musik i filmen
- Original Bedroom Rockers, skriven av Peter Kruder och Richard Dorfmeister, framförd av Kruder & Dorfmeister
- Cowgirl, skriven av Richard Smith och Karl Hyde, framförd av Underworld
- Voodoo People, skriven av Liam Howlett, framförd av The Prodigy
- Open Up, skriven av Neil John Barnes, Paul Terence Daley och John Lydon, framförd av Leftfield
- Phoebus Apollo, skriven och framförd av Carl Cox
- The Joker, skriven och framförd av Josh G. Abrahams
- Halcyon & On & On, skriven av Paul Hartnoll, Phili Hartnoll och Ed Barton, framförd av Orbital
- Communicate (Headquake Hazy Cloud Mix), skriven av Guzz/Boysen, framförd av Plastico
- One Love, skriven av Liam Howlett, framförd av The Prodigy
- Connected, skriven av Robert Birch, Nichlas Hallam, Harry Wayne Casey och Richard Finch, framförd av Stereo MC's
- Eyes, Lips, Body (Mekon Vocal Mix), skriven av Chapman/Somerset/Roberts, framförd av Ramshackle
- Good Grief, skriven av Patrick Ian Tilon, Michael Schoots, Siluano Matadin och Rene Van Barneveld, framförd av Urban Dance Squad
- Richest Junkie Still Alive (Sank Remix), skriven av Benzel/Fisher/Riendeau/Kupers, framförd av Machines of Loving Grace
- Heaven Knows, skriven av Chris Difford och Glenn Tilbrook, framförd av Squeeze
- Protection, skriven av Robert Del Naja, Grantley Marshall, Andrew Vowles och Tracey Thorn, framförd av Massive Attack
- Real wild child, skriven av Johnny O'Keefe, Johnny Greenman och Dave Owens
- Original, skriven av Ned John Ramos, framförd av Leftfield
- Grand Central Station, skriven av Guy Pratt